# Gonzalo Pedrosa
Gonzalo Pedrosa (Argentina, 12 de enero de 1994) es un futbolista argentino. Juega de defensor y su equipo actual es UAI Urquiza que participa en el Campeonato de Primera B.

## Clubes
| Club              | País      | Año         | Partidos | Goles |
| ----------------- | --------- | ----------- | -------- | ----- |
| Chacarita Juniors | Argentina | 2015        | 14       | 0     |
| Deportivo Español | Argentina | 2016        | 7        | 0     |
| Chacarita Juniors | Argentina | 2016 - 2017 | 8        |       |
| Fénix             | Argentina | 2017 - 2018 | 9        | 0     |
| Sacachispas       | Argentina | 2018 - 2020 |          |       |
| JJ Urquiza        | Argentina | 2021        |          |       |
| Los Chankas       | Perú      | 2022        | 8        | 0     |
| UAI Urquiza       | Argentina | 2022        | 5        | 1     |